# Dwuznak
Dwuznak, digraf – dwie litery oznaczające jedną głoskę.
Zjawisko spotykane w wielu systemach ortograficznych. Najczęściej dotyczy połączenia liter spółgłoskowych (czyli służących do zapisywania spółgłosek). W alfabetach opartych na piśmie łacińskim najpopularniejszym dwuznakiem jest połączenie „ch”, występujące m.in. w języku niemieckim, francuskim, angielskim, hiszpańskim, czeskim, słowackim, polskim, portugalskim i włoskim.

## Przykłady
| Dwuznak | Głoska | Przykład                                              |
| ------- | ------ | ----------------------------------------------------- |
| Ch      | [k]    | wł. anche ‘także’                                     |
| Ch      | [ʧ]    | ang. chair ‘krzesło’                                  |
| Ch      | [ʃ]    | fr. chat ‘kot’                                        |
| Ch      | [ç]    | niem. ich ‘ja’                                        |
| Ch      | [x]    | pol. chata; szk. loch ‘jezioro’; niem. Buch ‘książka’ |
| Ck      | [k]    | ang. black ‘czarny’                                   |
| Cs      | [ʧ]    | węg. csont ‘kość’                                     |
| Cz      | [ʧ]    | pol. czoło                                            |
| Dz      | [ʣ]    | pol. dzwon                                            |
| Dź      | [ʥ]    | pol. dźwięk                                           |
| Dż      | [ʤ]    | pol. dżdżownica                                       |
| Gh      | [ɡ]    | ang. ghost ‘duch’; wł. ghiaccio ‘lód’                 |
| Gh      | [f]    | ang. enough ‘wystarczająco’                           |
| Gl      | [ʎ]    | wł. figlia ‘córka’                                    |
| Gn      | [ɲ]    | fr. signe ‘znak’; wł. gnomo 'gnom'                    |
| Kn      | [n]    | ang. know ‘wiedzieć’                                  |
| Ly      | [j]    | węg. gólya ‘bocian’                                   |
| Ng      | [ŋ]    | ang. king ‘król’                                      |
| Ny      | [ɲ]    | węg. anya ‘matka’                                     |
| Ph      | [f]    | ang. phase ‘faza’                                     |
| Qu      | [k]    | fr. quatre ‘cztery’; hiszp. porque ‘dlaczego’         |
| Qu      | [kw]   | wł. questo ‘ten’                                      |
| Rz      | [ʒ]    | pol. rzeka                                            |
| Sc      | [ʃ]    | wł. sciare ‘jeździć na nartach’                       |
| Sh      | [ʃ]    | ang. show ‘pokazać’                                   |
| Sz      | [s]    | węg. szem ‘oko’                                       |
| Sz      | [ʃ]    | pol. szum                                             |
| Th      | [θ]    | ang. thin ‘cienki’                                    |
| Th      | [ð]    | ang. this ‘to’                                        |
| Xh      | [ʤ]    | alb. xhami ‘meczet’                                   |
| Zh      | [ʒ]    | alb. zhdukje ‘zniknięcie’                             |
| Zs      | [ʒ]    | węg. zseb ‘kieszeń’                                   |